# مکاسب محرمه: محرمات علوم۱
مکاسب محرمه: محرمات علوم۱ کتابی به نویسندگی علیرضا اعرافی است که در سال ۱۳۹۷ توسط نشر موسسه اشراق و عرفان به زبان فارسی منشتر شد. این کتاب در زمینه فقه و اصول بوده و در زمستان ۱۳۹۸ در فهرست نامزدهای دریافت جایزه کتاب سال قرار گرفت.
کتاب مکاسب محرمه: محرمات علوم۱ به عنوان یکی از برگزیدگان سی و هفتمین دوره کتاب سال ایران انتخاب شد.
برگزیدگان و شایستگان تقدیر سی و هفتمین دوره کتاب سال ۱۶ بهمن ۱۳۹۸ در مراسم واقع در تالار وحدت با حضور رئیس‌جمهور، حسن روحانی، معرفی شدند.

## جوایز
- کتاب برگزیده سال ۱۳۹۸[۷]